# Millerville, Minnesota
Millerville är en ort i Douglas County i Minnesota. Vid 2010 års folkräkning hade Millerville 106 invånare.